# Negroroncus longedigitatus
Negroroncus longedigitatus es una especie de arácnido del orden Pseudoscorpionida de la familia Ideoroncidae.

## Distribución geográfica
Se encuentra en Kenia y en la República Democrática del Congo.